# Ord of Caithness
Ord of Caithness är en kulle i Storbritannien.   Den ligger i kommunen Highland och riksdelen Skottland, i den norra delen av landet, 800 km norr om huvudstaden London. Toppen på Ord of Caithness är 331 meter över havet.
Terrängen runt Ord of Caithness är huvudsakligen kuperad, men söderut är den platt. Havet är nära Ord of Caithness åt sydost.  Närmaste större samhälle är Helmsdale, 4,2 km sydväst om Ord of Caithness. 